# Luxação do ombro
Luxação do ombro ou luxação da articulação do ombro é um deslocamento (luxação) da articulação do ombro. A luxação do ombro é uma das mais frequentes luxações de grandes articulações.
Ela pode ser causada através de um acidente (luxação traumática) ou por sua concepção predisponente (luxação habitual). Os sintomas são uma restrição da mobilidade da articulação do ombro, dores e alteração do formato do ombro. A terapia baseia-se em uma reposição, após a exclusão de fraturas ósseas através de um raio-x.
Em complicações e luxações repetidas, é necessária uma terapia cirúrgica.

## Formas
Uma luxação traumática é causada através de forças exercidas sobre o braço estendido, tipicamente da frente com rotação externa e adução, como por exemplo, em jogadores de handball com o braço esticado durante um lançamento. A primeira luxação ocorre geralmente em adultos. Após o trauma podem surgir com pequenas forças luxações recidivantes. Os motivos são lesões remanescentes (fraturas ósseas, impressões, danos de cartilagens, músculos e nervos) ou a fraqueza do aparelho articular.
Na luxação habitual existem fatores predisponentes responsáveis, embora sua etiologia e patogênese ainda não é totalmente compreendida atualmente. Elas podem ser, entre outras, anomalias da cápsula articular, má-formação do soquete articular, fraqueza dos tecidos conjuntivos (síndrome de Ehlers-Danlos, síndrome de Marfan) ou falha na inervação da musculatura. A primeira luxação é direcionada na maioria das vezes para frente e ocorre predominantemente em pacientes jovens sem trauma.
De acordo com a direção da luxação, diferencia-se em luxação anterior (>80 %), posterior, superior, inferior e torácica (em fraturas de costela).

## Sintomas
A articulação do ombro é fixada de maneira elástica, existindo uma dor espontânea e de movimento. Nas luxações anteriores o braço é geralmente mantido em adução e rotação interna. O contorno do ombro desaparece, o soquete articular está vazio e a cabeça do úmero é palpável nas partes moles. Se houver lesões na artéria axilar ou em nervos, podem surgir distúrbios circulatórios, motores e na sensibilidade do braço.

## Diagnóstico

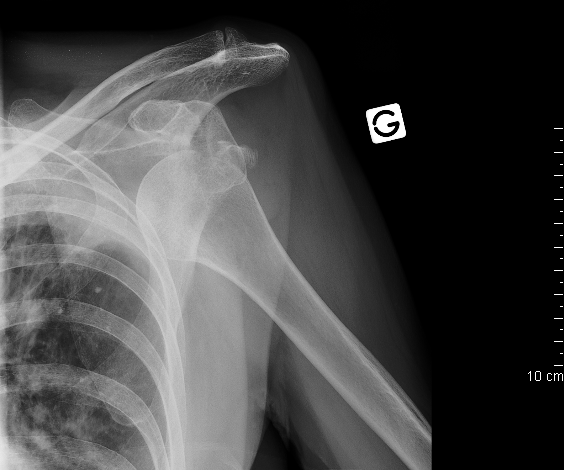
Raio-x anterior-posterior de uma luxação de ombro

A anamnese e o exame físico são fundamentais no diagnóstico. Especialmente os danos aos vasos sanguíneos e nervos devem ser observados e documentados.
Através de raio-x em diversos planos confirma-se o diagnóstico e uma fratura pode ser descartada. Pode ser solicitada uma ressonância magnética para ser descartada uma lesão Bankart.

## Terapia

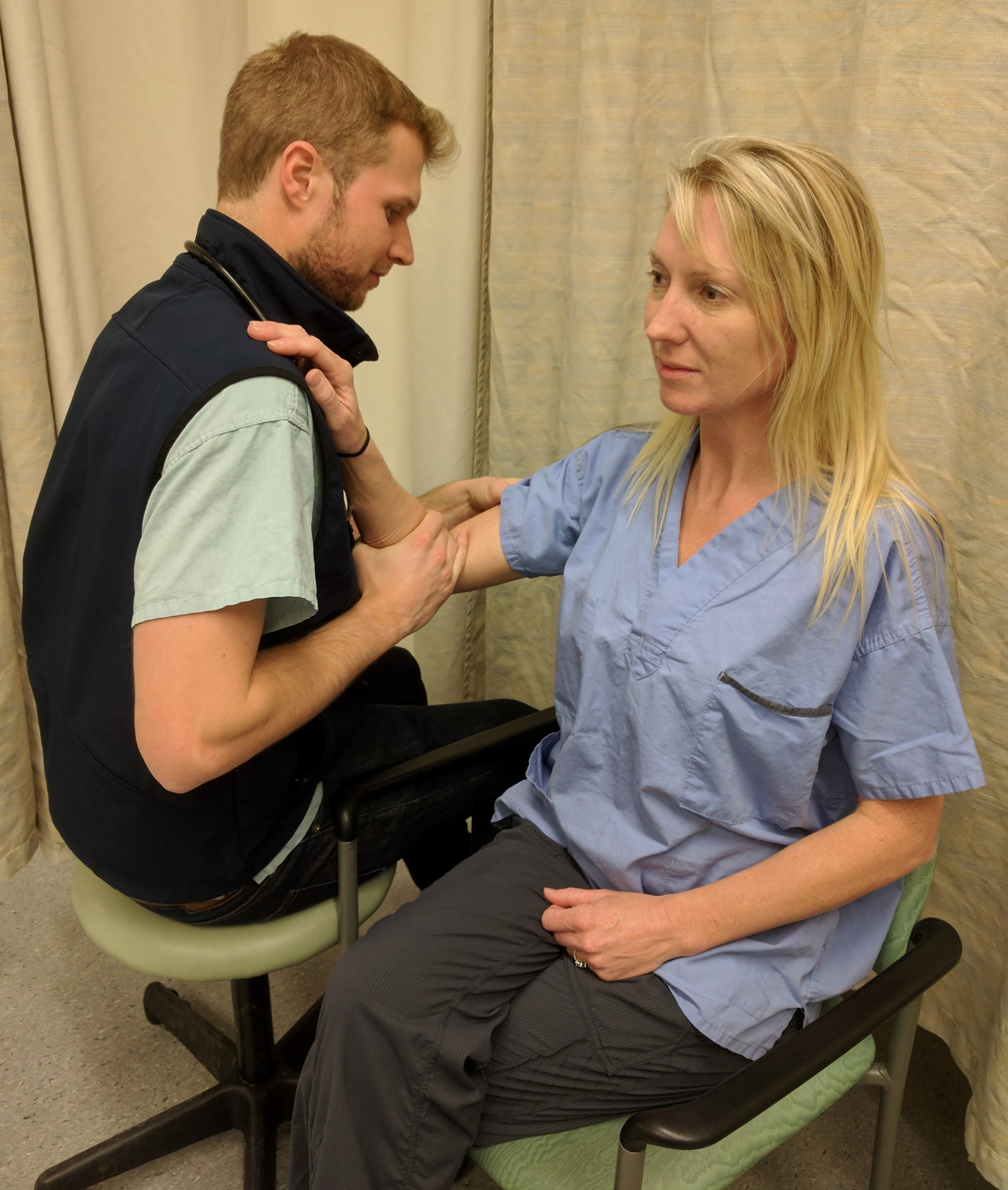
Técnica de Cunningham.

A redução (fechada) da luxação deve ser realizada o mais rápido possível, incluindo diferentes técnicas existentes. Na redução de Hipócrates o médico estende o braço do paciente, enquanto coloca seu próprio pé na axila do paciente. Na redução de Arlt um braço de cadeira é usado como apoio. A redução exige uma sedação. A articulação dentro de uma a três semanas (dependendo do grau de gravidade), deve ser mantida em repouso. Em pacientes idosos, no entanto, devido ao risco de um enrijecimento do ombro, o repouso pode ser dispensado.
As indicações para uma terapia cirúrgica são uma redução fechada sem sucesso, complicações e luxações recidivantes. Dependendo da causa, pode ser realizado artroscopia ou cirurgia aberta.